# 1903 en santé et médecine
| Années de la santé et de la médecine : 1900 - 1901 - 1902 - 1903 - 1904 - 1905 - 1906    |
| Décennies de la santé et de la médecine : 1870 - 1880 - 1890 - 1900 - 1910 - 1920 - 1930 |

Cet article présente les faits marquants de l'année 1903 en santé et médecine.

## Événements

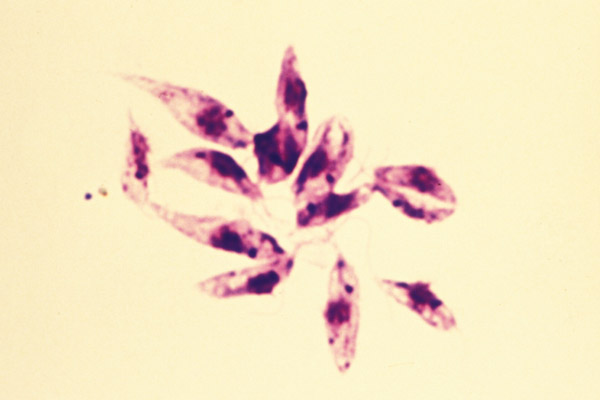
Leishmania tropica

- 28 avril : le physiologiste russe Ivan Pavlov, au 14e congrès médical international de Madrid, fait une communication sur « La Psychologie expérimentale et la Psychopathologie des animaux », où il esquisse sa théorie des réflexes conditionnés[1].
- 1er mai : ouverture, boulevard Macdonald à Paris, de l'hôpital du Bastion no 27[2], devenu hôpital Docteur-Gabriel-Andral en 1906, fermé en 1933[3].
- 23 mai : le biologiste britannique William Leishman publie ses observations sur le parasite responsable de la fièvre dumdum.
- 23 juin : le chimiste français Ernest Fourneau et les établissements Poulenc frères déposent en France le brevet de la stovaïne, premier anesthésique local de synthèse commercialement exploitable[4]. Les essais cliniques sont confiés à Paul Reclus, initiateur en France de l’emploi de la cocaïne en chirurgie[5].
- 11 juillet : en France, loi sur l'amélioration de la sécurité et l'hygiène au travail[6].
- 10 octobre : l'aspirine est mise sur le marché en Allemagne[7].
- 7 décembre : Alphonse Laveran, médecin et biologiste, et Félix Mesnil, zoologiste et biologiste, démontrent que le parasite responsable du kala-azar, une fièvre de l'Inde, est un nouveau protozoaire[8].
- Les chimistes allemands Émile Fischer et Joseph von Mering synthétisent le premier barbiturique.
- Le physiologiste néerlandais Willem Einthoven adapte le galvanomètre à cordes à l'électrocardiographie[9].

## Publication
- Daniel Paul Schreber (1842-1911), juriste allemand, publie son ouvrage autobiographique, Mémoires d’un névropathe (Denkwürdigkeiten eines Nervenkranken)[10], dans lequel il décrit l'histoire de son délire. Ce cas sera étudié comme un cas de délire paranoïaque, notamment par Sigmund Freud[11].

## Prix
- Prix Nobel de physiologie ou médecine : Niels Ryberg Finsen, « en reconnaissance de sa contribution au traitement des maladies, particulièrement Lupus vulgaris, par une concentration de radiations lumineuses, ouvrant ainsi une nouvelle voie à la science médicale[12] ».

## Naissances
- 27 janvier : John Carew Eccles (mort en 1997), neurophysiologiste australien, lauréat du prix Nobel de médecine, partagé en 1963 avec Alan Lloyd Hodgkin et Andrew Huxley pour leurs découvertes concernant l'électrophysiologie.
- 9 février : Sten Forshufvud (mort en 1985), chirurgien-dentiste suédois et toxicologue amateur.
- 10 février : Waldemar Hoven (mort en 1948), médecin nazi condamné à mort pour crimes contre l'humanité.
- 2 mai : Benjamin Spock (mort en 1998), pédiatre américain, auteur de Baby and Child Care.
- 30 juin Joseph Colmant (mort en 1944), médecin et résistant belge.
- 7 septembre : Hervey Cleckley (mort en 1984), psychiatre américain.
- 20 septembre : Federico Nitti (mort en 1947), médecin et biologiste français.
- 4 octobre : Medard Boss (mort en 1990), psychiatre suisse.
- 3 novembre : Maurice-Marie Janot (mort en 1978), chimiste, biologiste et pharmacologue français.
- 7 novembre : Konrad Lorenz (mort en 1989), médecin, biologiste et zoologiste autrichien, lauréat du prix Nobel de médecine, partagé en 1973 avec Karl von Frisch et Nikolaas Tinbergen pour leurs découvertes concernant « les modes de comportement individuel et social ».
- 29 novembre : Vincenzo Bianchini (mort en 2000), médecin, peintre, sculpteur, écrivain, poète et philosophe italien.
- 3 décembre : Daniel Lagache (mort en 1972), psychiatre et psychanalyste français.
- 10 décembre : Roger Couvelaire, urologue français, mort le 15 octobre 1986.
- 22 décembre : Haldan Keffer Hartline (mort en 1983), médecin et neurophysiologiste américain, lauréat du prix Nobel de  médecine en 1967, « attribué conjointement, avec Ragnar Granit et George Wald, pour leurs découvertes relatives aux processus visuels physiologiques et chimiques primaires de l’œil[13] »
- 31 décembre : Zénon Bacq (mort en 1983), médecin et biologiste belge, militant wallon.

Date inconnue
- Henri Aubin (mort en 1987), psychiatre français.
- Juliette Favez-Boutonier (morte en 1994), psychanalyste française.

## Décès
- 5 janvier : Photinos Panas (né en 1832), ophtalmologue et chirurgien français d'origine grecque.
- 26 janvier : Pierre Coullery (né en 1819), médecin et homme politique suisse.
- 20 mars : Thomas MacLagan (né en 1838), médecin et pharmacologue écossais[14].
- 1er mai  : Emily Stowe (née en 1831), deuxième femme à pratiquer la médecine au Canada[15].
- 14 juin : Karl Gegenbaur (né en 1826), anatomiste allemand.
- 7 juillet : Carl Haussknecht (né en 1838), pharmacien et botaniste allemand.
- 21 juillet : Nicolas Basile Bailly (né en 1817), médecin, inspecteur des Eaux, maire de Bains-les-Bains et conseiller général des Vosges.
- 2 août : Edmond Nocard (né en 1850), vétérinaire et microbiologiste français.
- 27 août : Kusumoto Ine (née en 1827), première femme médecin du Japon, fille de Kusumoto Otaki et Philipp Franz von Siebold.
- 27 septembre : Théophile Roussel (né en 1816), médecin, homme politique et philanthrope français.
- 2 octobre : Alphonse Fochier (né en 1845), chirurgien français.
- 1er novembre : Antoine-Hippolyte Cros (né en 1833), médecin et homme de lettres français, et « roi » d'Araucanie et de Patagonie.